# 四马路街道
四马路街道，是中华人民共和国吉林省四平市铁东区下辖的一个乡镇级行政单位。

## 行政区划
四马路街道下辖以下地区：
木兰社区、东星社区、曙光社区、四热社区和东方社区。